# Лаббок, Абрам Иосифович
Абрам Иосифович Лаббок — анатом, хирург-уролог, доктор медицинских наук, профессор.

## Биография
Родился 12 июля 1901 г. в Тамбове в семье техника-строителя железнодорожной станции.
Окончил медицинский факультет Воронежского университета (1925). С 1925 года работал ассистентом на кафедре топографической анатомии и оперативной хирургии под руководством профессора Анатолия Георгиевского.
В 1934 году избирается заведующим кафедрой оперативной хирургии Архангельского медицинского института.
В 1937 году защитил докторскую диссертацию на тему «К анатомии и топографии пояснично-крестцового отдела симпатического ствола в связи с оперативными вмешательствами на нём». Разработанный им физиологически переменный разрез для внебрюшинного подхода к поясничному отделу симпатического ствола и мочеточника применялся в хирургической практике Прядко В. Е., 1960). В 1938 году утверждён в ученом звании профессора.
С 1940 по 1950 годы заведует кафедрой оперативной хирургии Казанского института усовершенствования врачей Казанский государственный медицинский университет и одновременно — кафедрой Казанского стоматологического института. В 1950 году, в связи с переводом Казанского стоматологического института в Караганду назначается заведующим кафедрой оперативной хирургии Карагандинского медицинского институтаМедицинский университет Караганды.
С 1950 по 1952 проректор Карагандинского государственного медицинского института.
С 1955 по 1962 годы заведовал кафедрой оперативной хирургии Благовещенского медицинского института.
С 1962 по 1971 годы вновь стал заведовать кафедрой топографической анатомии и оперативной хирургии Карагандинского медицинского института.
Под его руководством были выполнены две докторские и 12 кандидатских диссертаций. Среди его учеников — доктора медицинских наук, профессора, заслуженные деятели науки РСФСР: заведующий кафедрами топографической анатомии и оперативной хирургии (1940—1944) и общей хирургии (1944—1981) АГМИ Георгий Орлов и заведующий кафедрой топографической анатомии и оперативной хирургии АГМИ (1944—1981) Сергей Елизаровский.